# Camp Boiro

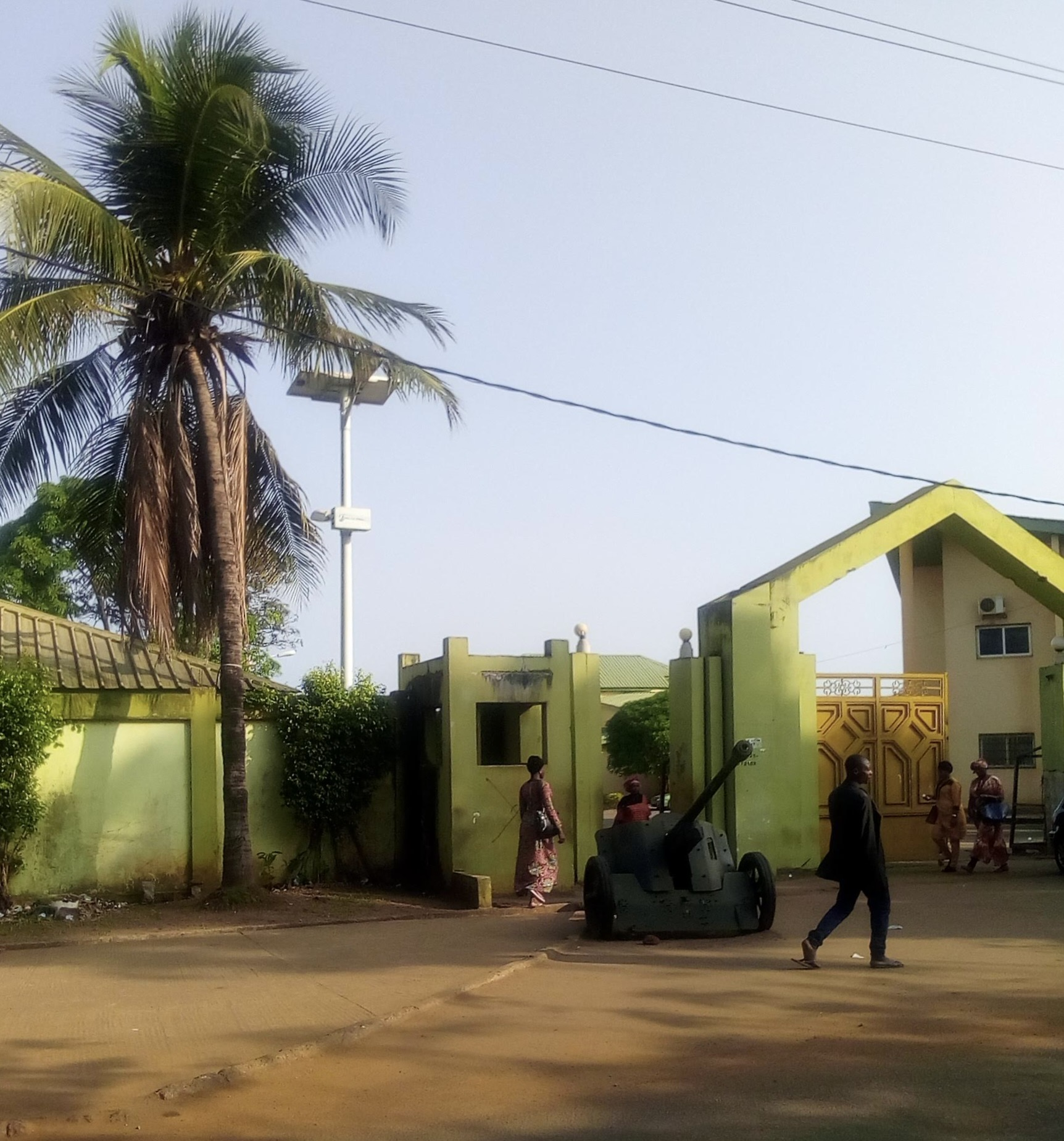
Eingang zum ehemaligen Camp (2019)

Das Camp Boiro oder Camp Mamadou Boiro (1960–1984) war ein Gefängnis für politische Gefangene in Guinea, mitten in Conakry gelegen. Es befand sich innerhalb der Kaserne der Präsidentengarde und war nach einem Polizeikommissar benannt, der 1969 von zwei des Komplottes Verdächtigen während deren Überstellung von Labé nach Conakry ermordet wurde.
Nach unterschiedlichen Quellen waren 5.000 bis 15.000 Personen unter der Herrschaft von Ahmed Sékou Touré im Camp interniert, sämtlich ohne Gerichtsverfahren. Folter durch Schläge und Elektroschocks waren an der Tagesordnung, ebenso wie der vollständige Entzug von Nahrung und Wasser (diète noire), um Geständnisse zu erpressen.

## Bekannte Gefangene
- Fodéba Keïta, Schriftsteller
- Raymond-Maria Tchidimbo, Erzbischof von Conakry
- Diallo Telli, Politiker